# DB13W3
DB13W3 (или 13W3) — аналоговый видео интерфейс, использовавшийся в рабочих станциях Sun Microsystems, Silicon Graphics и IBM System p, иногда Apple Computer, NeXT Computer и Intergraph. В современных системах соединение 13W3 не используется, на смену ему пришли VGA и DVI.
Соединение состоит из 10 стандартных штырей и 3 входов для коаксиальных кабелей.

## Использование
Разъем 13W3 стал своего рода псевдо стандартом для высокопроизводительных графических рабочих станций с начала 1990-х до начала 2000-х годов. Среди его основных пользователей были Sun Microsystems , Silicon Graphics (SGI) и IBM (последняя для использования с их рабочими станциями RISC ),а также некоторые дисплеи от Apple ,NeXT и Intergraph.
Реализации этого разъема с точки зрения выводов сильно различались не только между разными поставщиками, но и между разными семействами рабочих станций в пределах одной компании. Это привело к некоторым сложностям для корпоративных покупателей и обслуживающего персонала этих рабочих станций из-за периферийных устройств и аксессуаров, плавающих на рынке, которые предлагали эти разъемы, хотя и предназначались только для одного семейства рабочих станций. Намеренно закрытая экосистема дисплеев и периферийных устройств для рабочих станций не позволила этому стать серьезной проблемой; тем не менее, некоторые компании, такие как Mitsubishi , Eiki и Samsung, предлагали сторонние дисплеи (и даже проекторы) для таких графических рабочих станций. 
Разъем 13W3 больше не используется с современными дисплеями, поскольку считается устаревшим разъемом по крайней мере с 2006 года. Среди последних коммерческих продуктов, продаваемых с разъемом, были переключатели KVM . Он был заменен для использования с аналоговыми дисплеями разъемом VGA , и поскольку рынок дисплеев перешел на цифровые плоские дисплеи, которые, в свою очередь, были почти полностью заменены цифровыми соединениями ( DVI , HDMI или DisplayPort ).